# Geert den Ouden
Gijsbertus Cornelis (Geert) den Ouden (Delft, 24 juli 1976) is een voormalig Nederlands profvoetballer en huidig voetbalscheidsrechter. Hij speelde voor het laatst bij de Amerikaanse voetbalclub Dayton Dutch Lions. De aanvaller speelde eerder onder meer bij Excelsior, RBC, Djurgårdens IF, ADO Den Haag, Willem II, De Graafschap en Valletta FC.

## Carrière
Voordat hij aan zijn profcarrière begon speelde Den Ouden voor V.O.C. uit Rotterdam en VV Smitshoek uit Smitshoek.
Den Ouden is een scorende spits en liet dat zien in zowel de Eerste divisie, de Eredivisie als de Allsvenskan in Zweden. Met RBC promoveerde hij in 2002 naar de eredivisie. Het hoogste gemiddelde aantal doelpunten behaalde hij in 2003 toen hij in dienst van Djurgårdens IF in tien wedstrijden tienmaal doel wist te treffen. Hij speelde met die club ook wedstrijden in de voorronde van de UEFA Champions League. Na het seizoen 2007/2008, waarin hij met Excelsior degradeerde, leverde hij zijn contract in. Hij heeft daarna gekozen voor De Graafschap, waar hij een tweejarig contract heeft getekend. Door de degradatie van die club in juni 2009, kon hij door een clausule echter transfervrij vertrekken.
Op 27 juni 2009 werd vervolgens bekend dat Den Ouden een nieuw contract tekende bij de Maltese topclub Valletta. Daar kwam hij onder leiding te staan van twee Nederlanders: trainer Ton Caanen en zijn (speler)assistent Jordi Cruijff. In november 2009 hebben de club en hij het contract bij Valletta ontbonden. Met deze club speelde hij ook in de UEFA Europa League waarin hij ook scoorde. Sindsdien hield hij zijn conditie op peil bij zijn oude amateurclub VV Smitshoek. Daarna speelde hij bij VOC Rotterdam waar hij speler/assistent-trainer was.
Vanaf mei 2010 kwam hij uit voor de Amerikaanse voetbalclub Dayton Dutch Lions FC, waar hij een contract tot 2011 tekende. Op 15 mei 2010 maakte Den Ouden als invaller in de competitiewedstrijd tegen Cleveland Internationals (3-0 winst) zijn officiële debuut. Hij trof tijdens deze wedstrijd direct doel. Hij werd met acht doelpunten clubtopscorer. Op 27 juli 2010 stopte Den Ouden zijn voetballoopbaan.
Na zijn actieve carrière werd hij analist bij RTV Rijnmond. Tevens is Den Ouden actief bij VVOR3 waarin hij in seizoen 2021-2022 kampioen werd in de vierde reserveklasse en in seizoen 2022-2023 de KNVB Beker district West II wist te bemachtigen.. Anno 2024 is Den Ouden scheidsrechter in de top van het amateurvoetbal. De jaren hiervoor floot hij in het jeugdvoetbal.

## Statistieken

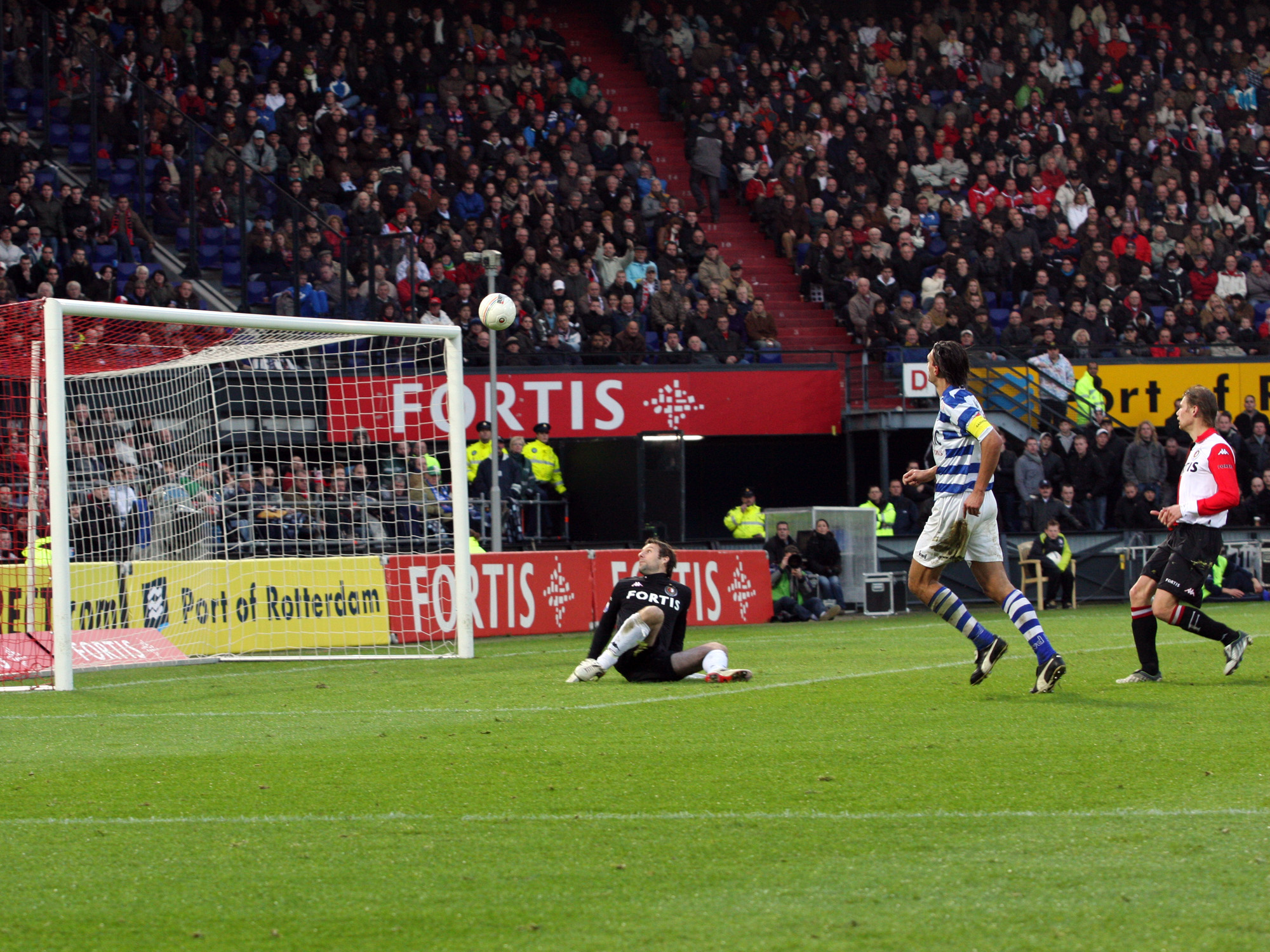
Feyenoord - De Graafschap Eredivisie

| seizoen | club                  | land             | competitie     | duels | goals |
| ------- | --------------------- | ---------------- | -------------- | ----- | ----- |
| 1998/99 | Excelsior             | Nederland        | Eerste divisie | 30    | 10    |
| 1999/00 | Excelsior             | Nederland        | Eerste divisie | 34    | 13    |
| 2000/01 | Excelsior             | Nederland        | Eerste divisie | 30    | 10    |
| 2001/02 | RBC Roosendaal        | Nederland        | Eerste divisie | 31    | 20    |
| 2002/03 | RBC Roosendaal        | Nederland        | Eredivisie     | 31    | 9     |
| 2003    | Djurgårdens IF        | Zweden           | Allsvenskan    | 10    | 10    |
| 2004    | Djurgårdens IF        | Zweden           | Allsvenskan    | 13    | 4     |
| 2004/05 | ADO Den Haag          | Nederland        | Eredivisie     | 34    | 12    |
| 2005/06 | ADO Den Haag          | Nederland        | Eredivisie     | 26    | 5     |
| 2006/07 | Willem II             | Nederland        | Eredivisie     | 17    | 1     |
| 2007/08 | Excelsior             | Nederland        | Eredivisie     | 34    | 12    |
| 2008/09 | De Graafschap         | Nederland        | Eredivisie     | 22    | 2     |
| 2009/10 | Valletta FC           | Malta            | Premier League | 4     | 1     |
| 2010    | Dayton Dutch Lions FC | Verenigde Staten | USL PDL        | 10    | 8     |
| Totaal  | Totaal                | Totaal           | Totaal         | 326   | 117   |